# Волот (сельское поселение)
Се́льское поселе́ние Во́лот — упразднённое муниципальное образование в Волотовском муниципальном районе Новгородской области России.
Административный центр — посёлок Волот.
Упразднено в марте 2020 года в связи с преобразованием муниципального района в муниципальный округ. Оно соответствует административно-территориальной единице поселение Волот Волотовского района.

## География
Территория поселения расположена на западе Новгородской области. По территории протекают реки Псижа и Перехода.

## История
Сельское поселение Волот было образовано законом Новгородской области от 2 декабря 2004 года № 350-ОЗ, поселение Волот — законом Новгородской области от 11 ноября 2005 года № 559-ОЗ.
12 апреля 2010 года в сельское поселения Волот были включены все населённые пункты упразднённого Взглядского сельского поселения.

## Население
| 2010 | 2012  | 2013  | 2014  | 2015  | 2016  | 2017  |
| ---- | ----- | ----- | ----- | ----- | ----- | ----- |
| 2750 | ↘2641 | ↘2562 | ↗2608 | ↘2547 | ↘2536 | ↘2501 |

## Населённые пункты
В состав поселения входят 24 населённых пункта.
| №  | Населённый пункт | Тип населённого пункта | Население |
| -- | ---------------- | ---------------------- | --------- |
| 1  | Веретье          | деревня                | 8         |
| 2  | Взгляды          | деревня                | 153       |
| 3  | Волот            | посёлок                | ↘2236     |
| 4  | Горки            | деревня                | 29        |
| 5  | Жуково-Дуброво   | деревня                | 2         |
| 6  | Зеремо           | деревня                | 18        |
| 7  | Кашенка          | деревня                | 1         |
| 8  | Кисляково        | деревня                | 13        |
| 9  | Клинково         | деревня                | 45        |
| 10 | Колесницы        | деревня                | 3         |
| 11 | Личино           | деревня                | 3         |
| 12 | Лоша             | деревня                | 0         |
| 13 | Междуречье       | деревня                | 30        |
| 14 | Микшицы          | деревня                | 10        |
| 15 | Михалково        | деревня                | 35        |
| 16 | Осиновка         | деревня                | 4         |
| 17 | Пескова          | деревня                | 18        |
| 18 | Погорелец        | деревня                | 21        |
| 19 | Подсосонье       | деревня                | 13        |
| 20 | Порожки          | деревня                | 5         |
| 21 | Соломенка        | деревня                | 1         |
| 22 | Станишино        | деревня                | 17        |
| 23 | Точка            | деревня                | 30        |
| 24 | Уницы            | деревня                | 55        |

## Промышленность
ОАО «Молокозавод „Волотовский“», МУП «Волотовская типография», МП «Волотовский льнозавод», торфопредприятие «Волотовское», сельскохозяйственное предприятие — СПК «Октябрьский» в деревне Взгляды.

## Транспорт
Железнодорожная станции Волот и Взгляды на линии Октябрьской железной дороги на линии Бологое-Московское — Валдай — Старая Русса — Дно-1.